# Triacanthella alba
Triacanthella alba är en urinsektsart som beskrevs av Carpenter 1909. Triacanthella alba ingår i släktet Triacanthella och familjen Hypogastruridae. Inga underarter finns listade i Catalogue of Life.